# 유닉스 명령어 목록
셸 명령어인 유닉스 명령어는 아래와 같이 SUS의 일부인 IEEE Std 1003.1-2008에 지정된 유닉스 명령어의 목록이 있다. 이 명령어들은 유닉스 운영 체제와 리눅스(Linux) 같은 대부분의 유닉스 계열 운영 체제에서 볼 수 있다. 또한 마이크로소프트(MS)의 오픈소스인 윈도우 파워셸은 X 윈도우 환경에서 뿐만아니라 MS 윈도우 환경에서도 유닉스 계열의 셸 명령어를 사용할 수 있게 호환성을 보장한다.

## 목록
| 이름       | 분류                | 설명                                                          | 최초 발생 시기                                                       |
| ---------- | ------------------- | ------------------------------------------------------------- | -------------------------------------------------------------------- |
| admin      | SCCS                | SCCS 파일 작성 / 관리                                         | PWB UNIX                                                             |
| alias      | 기타                | 별칭(Alias) 정의 / 표시                                       |                                                                      |
| ar         | 기타                | 라이브러리 압축 파일 작성 및 관리                             | 버전 1 AT&T UNIX                                                     |
| asa        | 문자열 처리         | 캐리지 제어 문자 해석                                         | 시스템 V                                                             |
| at         | 프로세스 관리       | 나중에 명령어 실행                                            | 버전 7 AT&T UNIX                                                     |
| awk        | 문자열 처리         | 패턴 검사 및 처리 언어                                        | 버전 7 AT&T UNIX                                                     |
| basename   | 파일 시스템         | 경로 이름 중 디렉터리가 아닌 부분만 반환. (dirname도 참고)    | 버전 7 AT&T UNIX                                                     |
| batch      | 프로세스 관리       | 명령어를 배치 대기열에서 실행하도록 스케줄링                  |                                                                      |
| bc         | 기타                | 임의 정확도 연산 언어                                         | 버전 6 AT&T UNIX                                                     |
| bg         | 프로세스 관리       | 백그라운드에서 잡(jobs) 실행                                  |                                                                      |
| cc/c99     | C 프로그래밍        | 표준 C 프로그램 컴파일                                        | IEEE Std 1003.1-2001                                                 |
| cal        | 기타                | 달력 출력                                                     | 버전 5 AT&T UNIX                                                     |
| cat        | 파일 시스템         | 파일 연결 및 출력                                             | 버전 1 AT&T UNIX                                                     |
| cd         | 파일 시스템         | 작업 디렉터리 변경                                            | 버전 6 AT&T UNIX                                                     |
| cflow      | C 프로그래밍        | C 언어 플로그래프 생성                                        | 시스템 V                                                             |
| chgrp      | 파일 시스템         | 파일 그룹 소유권 변경                                         | PWB UNIX                                                             |
| chmod      | 파일 시스템         | 파일 모드/특성/권한 변경                                      | 버전 1 AT&T UNIX                                                     |
| chown      | 파일 시스템         | 파일 소유권 변경                                              | 버전 1 AT&T UNIX                                                     |
| cksum      | 파일 시스템         | 파일 체크섬 및 크기 기록                                      | 4.4BSD                                                               |
| cmp        | 파일 시스템         | 두 개의 파일 비교. (diff도 참고)                              | 버전 1 AT&T UNIX                                                     |
| comm       | 문자열 처리         | 두 파일에 일치하는 줄 비교                                    | 버전 4 AT&T UNIX                                                     |
| command    | 셸 프로그래밍       | 단순 명령어 실행                                              |                                                                      |
| compress   | 파일 시스템         | 데이터 압축                                                   | 4.3BSD                                                               |
| cp         | 파일 시스템         | 파일 복사                                                     | 버전 1 AT&T UNIX                                                     |
| crontab    | 기타                | 주기적인 백그라운드 작업 스케줄링                             | 시스템 V                                                             |
| csplit     | 문자열 처리         | 콘텍스트에 기반하여 파일을 나누기                             | PWB UNIX                                                             |
| ctags      | C 프로그래밍        | 태그 파일 작성                                                | 3BSD                                                                 |
| cut        | 문자열 처리         | 파일 내 각 줄의 선택된 필드를 잘라내기                        | 시스템 III                                                           |
| cxref      | C 프로그래밍        | C 언어 프로그램의 교차 참조 테이블 생성                       | 시스템 V                                                             |
| date       | 기타                | 날짜 및 시간 표시                                             | 버전 1 AT&T UNIX                                                     |
| dd         | 파일 시스템         | 파일 변환 및 복사                                             | 버전 5 AT&T UNIX                                                     |
| delta      | SCCS                | SCCS 파일에 델타 (변경 사항) 적용                             | PWB UNIX                                                             |
| df         | 파일 시스템         | 남아있는 디스크 공간 보고                                     | 버전 1 AT&T UNIX                                                     |
| diff       | 문자열 처리         | 두 파일 비교 (cmp도 참고)                                     | 버전 5 AT&T UNIX                                                     |
| dirname    | 파일 시스템         | 경로 이름의 디렉터리 부분만 반환. (basename도 참고)           | 시스템 III                                                           |
| du         | 파일 시스템         | 파일 공간 사용량 측정                                         | 버전 1 AT&T UNIX                                                     |
| echo       | 셸 프로그래밍       | 인수를 표준 출력에 기록                                       | 버전 2 AT&T UNIX                                                     |
| ed         | 문자열 처리         | 표준 문서 편집기                                              | 버전 1 AT&T UNIX                                                     |
| env        | 기타                | 명령 호출을 위한 환경 설정                                    | 시스템 III                                                           |
| ex         | 문자열 처리         | 문서 편집기                                                   | 1BSD                                                                 |
| expand     | 문자열 처리         | 탭을 공백으로 바꾸기                                          | 3BSD                                                                 |
| expr       | 셸 프로그래밍       | 인수를 식으로 받아 출력                                       | 버전 7 AT&T UNIX                                                     |
| false      | 셸 프로그래밍       | 거짓 값 반환                                                  | 버전 7 AT&T UNIX                                                     |
| fc         | 기타                | 명령 역사 목록 처리                                           |                                                                      |
| fg         | 프로세스 관리       | 포그라운드에서 잡(jobs)을 실행                                |                                                                      |
| file       | 파일 시스템         | 파일 종류 결정                                                | 버전 4 AT&T UNIX                                                     |
| find       | 파일 시스템         | 파일 찾기                                                     | 버전 1 AT&T UNIX                                                     |
| fold       | 문자열 처리         | 긴 줄의 출력 필터링                                           | 1BSD                                                                 |
| fort77     | 포트란77 프로그래밍 | 포트란 컴파일러                                               | XPG4                                                                 |
| fuser      | 프로세스 관리       | 하나 이상의 열린 파일이 있는 모든 프로세스의 프로세스 ID 나열 | 시스템 V                                                             |
| gencat     | 기타                | 서식 있는 메시지 카탈로그 생성                                |                                                                      |
| get        | SCCS                | SCCS 파일 버전 취득                                           | PWB UNIX                                                             |
| getconf    | 기타                | 구성 값 취득                                                  |                                                                      |
| getopts    | 셸 프로그래밍       | 유틸리티 옵션 파싱                                            |                                                                      |
| grep       | 기타                | 패턴에 따른 문자열 검색                                       | 버전 4 AT&T UNIX                                                     |
| hash       | 기타                | 해시 데이터베이스 접근 방식                                   |                                                                      |
| head       | 문자열 처리         | 파일의 처음 부분 복사                                         | PWB UNIX                                                             |
| iconv      | 문자열 처리         | 코드셋 변환                                                   | HP-UX                                                                |
| id         | 기타                | 사용자 정보 반환                                              | 4.4BSD                                                               |
| ipcrm      | 기타                | 메시지 큐, 세마포어 집합, 공유 메모리 세그먼트 식별자 제거    | 시스템 V                                                             |
| ipcs       | 기타                | 프로세스 간 통신 기능 상태 보고                               | 시스템 V                                                             |
| jobs       | 프로세스 관리       | 현재 세션의 잡 상태 표시                                      |                                                                      |
| join       | 문자열 처리         | 공통된 필드를 기반으로 두 개의 정렬된 텍스트 파일 병합        | 버전 7 AT&T UNIX                                                     |
| kill       | 프로세스 관리       | 프로세스 종료 또는 신호 전송                                  | 버전 4 AT&T UNIX                                                     |
| lex        | C 프로그래밍        | lex를 위한 프로그램 생성                                      | 버전 7 AT&T UNIX                                                     |
| link       | 파일 시스템         | 파일에 대한 하드 링크 만들기                                  | 버전 1 AT&T UNIX                                                     |
| ln         | 파일 시스템         | 파일 연결                                                     | 버전 1 AT&T UNIX                                                     |
| locale     | 기타                | 로케일 관련 정보 취득                                         |                                                                      |
| localedef  | 기타                | 로케일 환경 정의                                              |                                                                      |
| logger     | 셸 프로그래밍       | 로그 메시지                                                   | 4.3BSD                                                               |
| logname    | 기타                | 사용자의 로그인 이름 반환                                     | 4.4BSD                                                               |
| lp         | 문자열 처리         | 파일을 프린터로 보내기                                        | 시스템 V                                                             |
| ls         | 파일 시스템         | 디렉터리 내용 나열                                            | 버전 1 AT&T UNIX                                                     |
| m4         | 기타                | 매크로 전처리기                                               | PWB UNIX                                                             |
| mailx      | 기타                | 메시지 처리                                                   | 버전 1 AT&T UNIX                                                     |
| make       | 프로그래밍          | 여러 그룹의 프로그램을 유지 보수, 업데이트, 재생성            | PWB UNIX                                                             |
| man        | 기타                | 시스템 문서 표시                                              | 버전 2 AT&T UNIX                                                     |
| mesg       | 기타                | 메시지 허가 또는 거부                                         | 버전 1 AT&T UNIX                                                     |
| mkdir      | 파일 시스템         | 디렉터리 만들기                                               | 버전 1 AT&T UNIX                                                     |
| mkfifo     | 파일 시스템         | FIFO 특수 파일 만들기                                         | 4.4BSD                                                               |
| more       | 문자열 처리         | 페이지 단위로 파일 보기                                       | 3BSD                                                                 |
| mv         | 파일 시스템         | 파일 이동                                                     | 버전 1 AT&T UNIX                                                     |
| newgrp     | 기타                | 새로운 그룹으로 변경 (기능은 sg와 비슷함)                     | 버전 6 AT&T UNIX                                                     |
| nice       | 프로세스 관리       | 변경된 nice 값으로 유틸리티 호출                              | 버전 4 AT&T UNIX                                                     |
| nl         | 문자열 처리         | 줄 수 필터                                                    | 시스템 III                                                           |
| nm         | C 프로그래밍        | 오브젝트 파일의 이름 목록 쓰기                                | 버전 1 AT&T UNIX                                                     |
| nohup      | 프로세스 관리       | 터미널을 종료해도 계속 프로세스가 실행되도록 처리 (SIGHUP)    | 버전 4 AT&T UNIX                                                     |
| od         | 기타                | 다양한 형식으로 파일 덤프                                     | 버전 1 AT&T UNIX                                                     |
| paste      | 문자열 처리         | 파일의 일치하는 줄 병합                                       | 버전 32V AT&T UNIX                                                   |
| patch      | 문자열 처리         | 변경 사항을 파일로 적용                                       | 4.3BSD                                                               |
| pathchk    | 파일 시스템         | 경로 이름 검사                                                |                                                                      |
| pax        | 기타                | 포터블 아카이브 인터체인지                                    | 4.4BSD                                                               |
| pr         | 문자열 처리         | 파일 인쇄                                                     | 버전 1 AT&T UNIX                                                     |
| printf     | 셸 프로그래밍       | 서식 있는 출력물 쓰기                                         | 4.3BSD-Reno                                                          |
| prs        | SCCS                | SCCS 파일 인쇄                                                | PWB UNIX                                                             |
| ps         | 프로세스 관리       | 프로세스 상태 보고                                            | 버전 4 AT&T UNIX                                                     |
| pwd        | 파일 시스템         | 작업 디렉터리 출력 - 작업 디렉터리 이름 반환                  | 버전 5 AT&T UNIX                                                     |
| qalter     | 배치 유틸리티       | 배치 잡 변경                                                  |                                                                      |
| qdel       | 배치 유틸리티       | 배치 잡 삭제                                                  |                                                                      |
| qhold      | 배치 유틸리티       | 배치 잡 홀드                                                  |                                                                      |
| qmove      | 배치 유틸리티       | 배치 잡 이동                                                  |                                                                      |
| qmsg       | 배치 유틸리티       | 메시지를 배치 잡으로 보내기                                   |                                                                      |
| qrerun     | 배치 유틸리티       | 배치 잡 반환                                                  |                                                                      |
| qrls       | 배치 유틸리티       | 배치 잡 해제                                                  |                                                                      |
| qselect    | 배치 유틸리티       | 배치 잡 선택                                                  |                                                                      |
| qsig       | 배치 유틸리티       | 배치 잡 신호 전송                                             |                                                                      |
| qstat      | 배치 유틸리티       | 배치 잡 상태 보기                                             |                                                                      |
| qsub       | 배치 유틸리티       | 스크립트 제출                                                 |                                                                      |
| read       | 셸 프로그래밍       | 표준 입력으로부터 줄 읽기                                     |                                                                      |
| renice     | 프로세스 관리       | 실행 중인 프로세스의 nice 값 설정                             | 4BSD                                                                 |
| rm         | 파일 시스템         | 디렉터리 엔트리 제거                                          | 버전 1 AT&T UNIX                                                     |
| rmdel      | SCCS                | SCCS 파일로부터 델타 제거                                     | PWB UNIX                                                             |
| rmdir      | 파일 시스템         | 디렉터리 제거                                                 | 버전 1 AT&T UNIX                                                     |
| sact       | SCCS                | 현재의 SCCS 파일 편집 활동 출력                               | 시스템 III                                                           |
| sccs       | SCCS                | SCCS 서브시스템을 위한 프론트엔드                             | 4.3BSD                                                               |
| sed        | 문자열 처리         | 스트림 편집기                                                 | 버전 7 AT&T UNIX                                                     |
| sh         | 셸 프로그래밍       | 셸: 표준 명령어 인터프리터                                    | 버전 7 AT&T UNIX (구 버전에서 sh는 톰프슨 셸이나 PWB 셸 중 하나였음) |
| sleep      | 셸 프로그래밍       | 특정 주기 동안 실행을 일시 정지                               | 버전 4 AT&T UNIX                                                     |
| sort       | 문자열 처리         | 텍스트 파일의 정렬, 병합, 시퀀스 검사                         | 버전 1 AT&T UNIX                                                     |
| split      | 기타                | 파일을 여러 개로 나눔                                         | 버전 3 AT&T UNIX                                                     |
| strings    | C 프로그래밍        | 파일 내에서 출력 가능한 문자열 찾기                           | 2BSD                                                                 |
| strip      | C 프로그래밍        | 실행 파일로부터 불필요한 정보 제거                            | 버전 1 AT&T UNIX                                                     |
| stty       | 기타                | 터미널을 위한 옵션 설정                                       | 버전 2 AT&T UNIX                                                     |
| tabs       | 기타                | 터미널 탭 설정                                                | PWB UNIX                                                             |
| tail       | 문자열 처리         | 파일의 마지막 부분 복사                                       | PWB UNIX                                                             |
| talk       | 기타                | 다른 사용자와 대화                                            | 4.2BSD                                                               |
| tee        | 셸 프로그래밍       | 표준 출력 복제                                                | 버전 5 AT&T UNIX                                                     |
| test       | 셸 프로그래밍       | 프로그래밍 식 평가                                            | 버전 7 AT&T UNIX                                                     |
| time       | 프로세스 관리       | 명령 시간 측정                                                | 버전 3 AT&T UNIX                                                     |
| touch      | 파일 시스템         | 파일 접근 및 수정 시간 변경                                   | 버전 7 AT&T UNIX                                                     |
| tput       | 기타                | 터미널 특성 변경                                              | 시스템 V                                                             |
| tr         | 문자열 처리         | 문자열 전송                                                   | 버전 4 AT&T UNIX                                                     |
| true       | 셸 프로그래밍       | 참 값 반환                                                    | 버전 7 AT&T UNIX                                                     |
| tsort      | 문자열 처리         | 토폴로지 방식의 정렬                                          | 버전 7 AT&T UNIX                                                     |
| tty        | 기타                | 사용자의 터미널 이름 반환                                     | 버전 1 AT&T UNIX                                                     |
| type       | 기타                | 명령어로 사용하는 경우 이름이 어떻게 해석될지 표시            |                                                                      |
| ulimit     | 기타                | 파일 크기 제한 설정 및 보고                                   |                                                                      |
| umask      | 기타                | 파일 모드 작성 마스크 취득 및 설정                            | 시스템 III                                                           |
| unalias    | 기타                | 별칭(alias) 정의 제거                                         |                                                                      |
| uname      | 기타                | 시스템 이름 반환                                              | PWB UNIX                                                             |
| uncompress | 기타                | 데이터 압축 풀기                                              | 4.3BSD                                                               |
| unexpand   | 문자열 처리         | 공백을 탭으로 바꾸기                                          | 3BSD                                                                 |
| unget      | SCCS                | SCS 파일의 이전 취득 취소                                     | 시스템 III                                                           |
| uniq       | 문자열 처리         | 파일 내 반복되는 줄 보고 또는 필터링                          | 버전 3 AT&T UNIX                                                     |
| unlink     | 파일 시스템         | unlink 함수를 호출                                            | 버전 1 AT&T UNIX                                                     |
| uucp       | 네트워크            | 시스템 대 시스템 복사                                         | 버전 7 AT&T UNIX                                                     |
| uudecode   | 네트워크            | 이진 파일 디코딩                                              | 4BSD                                                                 |
| uuencode   | 네트워크            | 이진 파일 인코딩                                              | 4BSD                                                                 |
| uustat     | 네트워크            | uucp 상태 조회 및 잡 제어                                     | 시스템 III                                                           |
| uux        | 프로세스 관리       | 원격 명령 실행                                                | 버전 7 AT&T UNIX                                                     |
| val        | SCCS                | SCCS 파일 유효성 검사                                         | 시스템 III                                                           |
| vi         | 문자열 처리         | 화면 지향 (시각) 디스플레이 편집기                            | 1BSD                                                                 |
| wait       | 프로세스 관리       | 프로세스 완료 대기                                            | 버전 4 AT&T UNIX                                                     |
| wc         | 문자열 처리         | 줄, 낱말, 바이트, 문자 수 세기                                | 버전 1 AT&T UNIX                                                     |
| what       | SCCS                | SCCS 파일 식별                                                | PWB UNIX                                                             |
| who        | 시스템 관리         | 누가 시스템에 있는지 표시                                     | 버전 1 AT&T UNIX                                                     |
| write      | 기타                | 다른 사용자의 터미널에 기록                                   | 버전 1 AT&T UNIX                                                     |
| xargs      | 셸 프로그래밍       | 인수 목록 구성 및 호출 유틸리티                               | PWB UNIX                                                             |
| yacc       | C 프로그래밍        | yacc                                                          | PWB UNIX                                                             |
| zcat       | 문자열 처리         | 데이터 확장 및 연결                                           | 4.3BSD                                                               |

## 같이 보기
- GNU 코어 유틸리티
- 유닉스 철학
- util-linux
- 정규표현식